# Sweden Cup (trav)
Sweden Cup är ett travlopp för varmblod som körs på Solvalla i Stockholm varje år under lördagen av Elitloppshelgen (dagen innan Elitloppet). Det är ett Grupp 2-lopp, det vill säga ett lopp av näst högsta internationella klass. Till en början kördes loppet i två heat utan final, ett heat över 1640 meter, och ett över 2140 meter. Idag körs det kvalheat innan de hästar som kvalat in till finalheat ska göra upp. Distansen i loppen är 1640 meter med autostart (bilstart). Förstapriset i finalloppet av Sweden Cup är 600 000 kronor. Sweden Cup brukar i folkmun kallas för "Lilla Elitloppet".
Första upplagan av Sweden Cup kördes den 4 juni 1977. Loppet vanns av Berndt Lindstedt med hästen Pershing.
Den största skrällen i loppets historia är Queer Fish, som vann 2019 års upplaga till 47,46 gånger pengarna.

## Vinnare
| År   | Häst                                              | Kusk                                              | Tränare                                           | Tid                                               | Odds                                              | Tvåa                                              | Trea                                              |
| ---- | ------------------------------------------------- | ------------------------------------------------- | ------------------------------------------------- | ------------------------------------------------- | ------------------------------------------------- | ------------------------------------------------- | ------------------------------------------------- |
| 2025 | Double Deceiver                                   | Örjan Kihlström                                   | Daniel Redén                                      | 1.09,4                                            | 2,34                                              | Dancer Brodde                                     | Ideal San Leandro                                 |
| 2024 | Missle Hill                                       | Örjan Kihlström                                   | Daniel Redén                                      | 1.09,5                                            | 5,68                                              | Always Ek                                         | Diamond Truppo                                    |
| 2023 | Bengurion Jet                                     | Alessandro Gocciadoro                             | Alessandro Gocciadoro                             | 1.09,2                                            | 2,70                                              | Callmethebreeze                                   | Iceland Falls                                     |
| 2022 | Bepi Bi                                           | Alessandro Gocciadoro                             | Alessandro Gocciadoro                             | 1.11,6                                            | 1,98                                              | Officer Stephen                                   | Milliondollarrhyme                                |
| 2021 | Inställt p.g.a. den pågående coronaviruspandemin. | Inställt p.g.a. den pågående coronaviruspandemin. | Inställt p.g.a. den pågående coronaviruspandemin. | Inställt p.g.a. den pågående coronaviruspandemin. | Inställt p.g.a. den pågående coronaviruspandemin. | Inställt p.g.a. den pågående coronaviruspandemin. | Inställt p.g.a. den pågående coronaviruspandemin. |
| 2020 | Inställt p.g.a. den pågående coronaviruspandemin. | Inställt p.g.a. den pågående coronaviruspandemin. | Inställt p.g.a. den pågående coronaviruspandemin. | Inställt p.g.a. den pågående coronaviruspandemin. | Inställt p.g.a. den pågående coronaviruspandemin. | Inställt p.g.a. den pågående coronaviruspandemin. | Inställt p.g.a. den pågående coronaviruspandemin. |
| 2019 | Queer Fish                                        | Ulf Eriksson                                      | Magnus Träff                                      | 1.09,7                                            | 47,46                                             | Chief Orlando                                     | Cyber Lane                                        |
| 2018 | Arazi Boko                                        | Alessandro Gocciadoro                             | Alessandro Gocciadoro                             | 1.10,2                                            | 3,70                                              | Sorbet                                            | Nappa Scar                                        |
| 2017 | Volstead                                          | Örjan Kihlström                                   | Stefan Melander                                   | 1.09,3                                            | 3,58                                              | Västerbo Highflyer                                | Ringostarr Treb                                   |
| 2016 | Dante Boko                                        | Adrian Kolgjini                                   | Lutfi Kolgjini                                    | 1.10,1                                            | 8,07                                              | Pascia' Lest                                      | Quick Fix                                         |
| 2015 | Ringostarr Treb                                   | Wilhelm Paal                                      | Holger Ehlert                                     | 1.11,3                                            | 4,17                                              | Magiccarpetride U.S.                              | Tabriz du Gite                                    |
| 2014 | Mosaique Face                                     | Lutfi Kolgjini                                    | Lutfi Kolgjini                                    | 1.09,9                                            | 2,77                                              | Francais du Gull                                  | O'Grady                                           |
| 2013 | Owen's Club                                       | Pietro Gubellini                                  | Pietro Gubellini                                  | 1.09,7                                            | 10,36                                             | Up And Quick                                      | Look Mp                                           |
| 2012 | Neo Holmsminde                                    | Thomas Uhrberg                                    | Steen Juul                                        | 1.11,3                                            | 3,77                                              | Caddie Comet                                      | Gentle Tilly                                      |
| 2011 | Local Conch                                       | Flemming Jensen                                   | Flemming Jensen                                   | 1.10,0                                            | 1,74                                              | Striking Actions                                  | Melton Kronos                                     |
| 2010 | Irving Rivarco                                    | Pietro Gubellini                                  | Pietro Gubellini                                  | 1.11,3                                            | 2,16                                              | Marshland                                         | S.J.'s Photocopy                                  |
| 2009 | Express Merett                                    | Pekka Korpi                                       | Pekka Korpi                                       | 1.10,7                                            | 13,65                                             | Colombian Necktie                                 | Yorktown Gunner                                   |
| 2008 | Scarlets Aino                                     | Hans-Owe Sundberg                                 | Hans-Owe Sundberg                                 | 1.11,3                                            | 1,58                                              | Aslak                                             | Copper Beech                                      |
| 2007 | Jaded                                             | Örjan Kihlström                                   | Stefan Hultman                                    | 1.10,9                                            | 3,38                                              | Exelon L.B.                                       | Giant Diablo                                      |
| 2006 | Digger Crown                                      | Erik Adielsson                                    | Stig H. Johansson                                 | 1.11,7                                            | 3,95                                              | Passionate Kemp                                   | Bellman Töll                                      |
| 2005 | Bellman Töll                                      | Ulf Ohlsson                                       | Ulf Ohlsson                                       | 1.12,6                                            | 2,24                                              | Solero Briljant                                   | Tag The Devil                                     |
| 2004 | Digger Crown                                      | Stig H. Johansson                                 | Stig H. Johansson                                 | 1.10,7                                            | 3,48                                              | Giant Superman                                    | Archduke Kemp                                     |
| 2003 | Tag The Devil                                     | Åke Svanstedt                                     | Åke Svanstedt                                     | 1.11,4                                            | 3,62                                              | Self Timer                                        | Millmaker                                         |
| 2002 | Mastery                                           | Stig H. Johansson                                 | Stig H. Johansson                                 | 1.12,7                                            | 3,87                                              | Skogans Orlov                                     | Caramba Kosmos                                    |
| 2001 | Intact Hornline                                   | Hugo Langeweg                                     | Hugo Langeweg                                     | 1.11,7                                            | 32,69                                             | Exchequer                                         | Västerbo Expressen                                |
| 2000 | Rudolf Le Ann                                     | Henrik Lönborg                                    | Arne Normann                                      | 1.13,0                                            | 4,78                                              | Scandal Play                                      | Fille de L'Ouest                                  |
| 1999 | Demon Sid                                         | Fredrik Linder                                    | Björn Linder                                      | 1.12,2                                            | 6,82                                              | Rudolf Le Ann                                     | Enar Pride                                        |
| 1998 | Louise Laukko                                     | Jorma Kontio                                      | Anders Lindqvist                                  | 1.11,2                                            | 2,29                                              | Sleipner                                          | Good As Gold                                      |
| 1997 | Mr Spender                                        | Olle Goop                                         | Olle Goop                                         | 1.13,2                                            | 5,19                                              | Grazing Lady                                      | Return Onion                                      |
| 1996 | Foot Bowl                                         | Stig H. Johansson                                 | Stig H. Johansson                                 | 1.14,4                                            | 10,51                                             | Nilema Pearl                                      | Josef Dahlia                                      |
| 1995 | Bijou du Bignon                                   | Jos Verbeeck                                      | Jean-Lou Peupion                                  | 1.11,7                                            | 2,94                                              | Market Leader                                     | Rex Frökjaer                                      |
| 1994 | Ego Play                                          | Jim Frick                                         | Stig H. Johansson                                 | 1.12,4                                            | 28,14                                             | Campo Ass                                         | Activity                                          |
| 1993 | Excellens Ex                                      | Thomas Uhrberg                                    | Thomas Uhrberg                                    | 1.12,7                                            | 8,52                                              | Pro Crown                                         | Keystone Bravo                                    |
| 1992 | Kosar                                             | Stig H. Johansson                                 | Stig H. Johansson                                 | 1.12,7                                            | 1,54                                              | Somollison                                        | Fiddler Hanover                                   |
| 1991 | Hypersonic                                        | Hans-Petter Tholfsen                              | Hans-Petter Tholfsen                              | 1.13,5                                            | 2,86                                              | Super Nick                                        | Must B. Rambo                                     |
| 1990 | Bravur Sund                                       | Björn Larsson                                     | Björn Larsson                                     | 1.13,3                                            | 3,44                                              | Huggie Hanover                                    | Casanova Fri                                      |
| 1989 | Ewing Turf                                        | Anders Lindqvist                                  | Anders Lindqvist                                  | 1.14,2                                            | 1,92                                              | Siggy Star                                        | Atas Rocket                                       |
| 1988 | Clash Hammering                                   | Stig H. Johansson                                 | Stig H. Johansson                                 | 1.14,2                                            | 1,48                                              | Krista Sidney                                     | Cole Porter Song                                  |
| 1987 | Dizam Speed                                       | Wilhelm Paal                                      | Wilhelm Paal                                      | 1.13,0                                            | 9,59                                              | Krista Sidney                                     | Newmarket                                         |
| 1986 | Callit                                            | Karl O. Johansson                                 | Karl O. Johansson                                 | 1.14,0                                            | 2,43                                              | Viking Hagen                                      | Tjabo Boy                                         |
| 1985 | Glenn Kosmos                                      | Pekka Korpi                                       | Pekka Korpi                                       | 1.14,0                                            | 4,31                                              | Quiggin                                           | Imposant                                          |
| 1984 | Dunita Hurst                                      | Tommy Hanné                                       | Tommy Hanné                                       | 1.15,0                                            | 14,39                                             | Glenn Kosmos                                      | Larue Blue Chip                                   |
| 1983 | Leander Blue Chip                                 | Heikki Korpi                                      | Pekka Korpi                                       | 1.13,9                                            | 8,75                                              | Dimma                                             | Nevele Fever                                      |
| 1982 | Record Launcher                                   | Bertil Erasmie                                    | Bertil Erasmie                                    | 1.13,5                                            | 1,71                                              | Micado C.                                         | Keystone Pursuit                                  |
| 1981 | Keystone Patriot                                  | Veijo Heiskanen                                   | Veijo Heiskanen                                   | 1.16,1                                            | 11,36                                             | Wind Speed                                        | Dialekt                                           |
| 1981 | Dialekt                                           | Ulf Nordin                                        | Ulf Nordin                                        | 1.14,3                                            | 5,02                                              | Don Ego                                           | Al Joe                                            |
| 1980 | Valuable Donut                                    | Berndt Lindstedt                                  | Berndt Lindstedt                                  | 1.15,3                                            | 14,40                                             | Don Ego                                           | Fleur de Prere                                    |
| 1980 | Don Ego                                           | Stig H. Johansson                                 | Stig H. Johansson                                 | 1.14,3                                            | 4,05                                              | Super Mon                                         | Valuable Donut                                    |
| 1979 | Angels Flight                                     | Berndt Lindstedt                                  | Berndt Lindstedt                                  | 1.16,5                                            | 3,47                                              | Cal Min                                           | Super Mon                                         |
| 1979 | Angels Flight                                     | Berndt Lindstedt                                  | Berndt Lindstedt                                  | 1.15,0                                            | 12,03                                             | Star Reward                                       | I.C. Hills                                        |
| 1978 | Angels Flight                                     | Berndt Lindstedt                                  | Berndt Lindstedt                                  | 1.15,7                                            | 3,66                                              | Opal H.                                           | Vibrante                                          |
| 1978 | Gay Frost                                         | Bertil Rogell                                     | Bertil Rogell                                     | 1.15,7                                            | 3,47                                              | Sugarbowl Hanover                                 | Angels Flight                                     |
| 1977 | Pershing                                          | Berndt Lindstedt                                  | Berndt Lindstedt                                  | 1.16,7                                            | 1,66                                              | Carlo D'Orsay                                     | Grande Frances                                    |
| 1977 | Emter W.                                          | Karl-Gustaf Holgersson                            | Karl-Gustaf Holgersson                            | 1.16,3                                            | 14,52                                             | Carlo D'Orsay                                     | Pershing                                          |